# 新約SD GUNDAM外傳 救世騎士傳承
《新約SD高達外傳 救世騎士傳承》是SD高達外傳系列第11作。
故事背景發生在《新SD GUNDAM外傳 鎧鬥神戰記》之後數十年的史達・德亞世界。故事舞台以「SD高達外傳 圓桌騎士編」的普里帝斯王國為主，角色以《機動戰士高達SEED》、《機動戰士高達SEED DESTINY》、《機動戰士高達UC》為主。

## 各部曲故事
本作主線為《二人之皇子篇》、《黑色暴君篇》、《另一座聖杯篇》、《新王光誕篇》，講述皇藍騎士高達及皇紅騎士高達出外曆險、成立新圓卓騎士團及登基為王的經過，《覺醒的元素龍》、《激突! 一角騎士VS運命騎士》、《時空迴盪的幻獸騎士》、《決戰的雷龍劍》為本作的EX篇主線的延續，主要講述皇騎士突擊高達放棄王位的冒險經過。
二人之皇子篇
黑色暴君篇
另一座聖杯篇
新王光誕篇
覺醒的元素龍
激突! 一角騎士VS運命騎士
時空迴盪的幻獸騎士
決戰的雷龍劍

## 登場人物

### 布禮特斯王國

#### 新世代圓桌騎士團
第四代圓桌騎士團
皇藍騎士高達／皇騎士突擊高達／皇騎士自由高達／高達王四世／布禮特斯公爵突擊高達／布禮特斯公爵突擊自由高達
（高達4號機／突擊高達／自由高達／嫣紅突擊高達／突擊自由高達）
布禮特斯王國第一王子
皇騎士紅高達／皇騎士神盾高達／皇騎士正義高達／高達王五世／騎士救世主高達
（高達5號機／神盾高達／正義高達／救世主高達）
布禮特斯王國第二王子
白金卿III世 (德爾塔Plus／德爾塔高達)
祖先為第一、二代圓桌騎士團成員白金卿
神速騎士F-90Jr.（高達F90S型）
第二、三代圓桌騎士團成員，父親為第二代圓桌騎士團成員重甲騎士高達F90
重甲騎士F-90Jr.（高達F90D型））
第二、三代圓桌騎士團成員
神官騎士F-90Jr.（高達F90A型）
第二、三代圓桌騎士團成員
蒼炎騎士高達F91（量産型高達F91（夏力遜機））
父親為第二代圓桌騎士團成員幻影卿高達F91之子。
海賊騎士十字高達（海盜高達X1全覆式披風）／銀騎士高達F97 (海盜高達X-0)
獸王拉寇（拉寇）
武士大師異端高達（紅色異端高達）
騎士獨角獸高達（獨角獸高達）／騎士獨角獸高達（幻獸之鎧裝備）（全武裝獨角獸高達）
戰鬥少女高達海兹尔（高達TR-1［海兹尔］）
第二代圓桌騎士團成員闇騎士高達MKII之孫女

#### 第三代圓桌騎士團
高達王三世（G3高達））
布禮特斯王國的現任國王，帝皇高達二世之子。
神速騎士F-90Jr.（高達F90S型）
可參考「新生圓桌騎士團」同一角色介紹。
重甲騎士F-90Jr.（高達F90D型））
可參考「新生圓桌騎士團」同一角色介紹。
神官騎士F-90Jr.（高達F90A型）
可參考「新生圓桌騎士團」同一角色介紹。
白金卿III世 (德爾塔Plus)
可參考「新生圓桌騎士團」同一角色介紹。
武士大師異端高達（紅色異端高達）
可參考「新生圓桌騎士團」同一角色介紹。
深紅騎士新安洲 (新安洲)

#### 其他
操手基拉 (基拉·大和)
小鎮女孩卡嘉蓮 (卡嘉蓮·尤拉·阿斯巴)
操士伊帕 (高達EZ8)
侍從騎士伍德渥特 (高達TR-6［伍德渥特］)
蒼炎騎士高達F91之侍從女騎士
隊長卡班 (卡班·葛尼)
布禮特斯王國的機兵隊隊長
鍊金術師拉斯維特(拉斯維特)
兵士吉姆突擊型(吉姆II半突擊型)
衛兵赫瑞欧 （加普兰TR-5 [赫瑞欧]）
「圓桌騎士編」中出場投降布禮特斯王國的薩比羅尼亞帝國騎士加普兰之子孫。
近衛騎士銀彈 (銀彈)
幻影卿高達F91 (影子高達)
第二代圓桌騎士團成員，「圓桌騎士編」、「聖機兵物語」中出場，蒼炎騎士高達F91之父親
銀騎士維那．基娜 （維那．基娜）
「圓桌騎士編」、「聖機兵物語」中出場，幻影卿高達F91的隨從。
騎士人偶天狼星

#### 機兵
皇機兵傳說瓦特拉斯
皇藍騎士專用機兵。
皇機兵傳說瓦特拉斯RF
在奪回布禮特斯王城之役期間改裝成的皇機兵傳說瓦特拉斯。
皇機兵傳說瓦特拉斯TS
在闖入冥府期間再改裝成皇機兵傳說瓦特拉斯。
皇機兵傳說瓦特拉斯SS
皇機兵傳說瓦特拉斯TS與海賊船永恆號的裝甲戰機流星合體。
皇機兵傳說瓦特拉斯DS
布禮特斯公爵突擊自由高達專用機兵。
將機兵蝕日・普羅維登(天意高達)
深紅騎士新安州専用機兵
機兵賈根(積根D型)
布禮特斯王國的量產型機兵
機兵伯爾加納(積根D型+伯爾加納)
以機兵賈根為基礎特裝型，隊長卡班専用機兵
機兵傑斯塔(傑斯塔)
以機兵賈根為基礎進行改良的機兵，操手基拉及田舎女卡嘉蓮共同駕駛的機兵

### 阿魯卡斯騎士團
騎士團長藍色迷惘 （藍色迷惘高達）
阿魯卡斯騎士團團長。
法術士暴風高達 （暴風高達）
阿魯卡斯騎士團法術隊隊長。
闘士決鬥高達 （決鬥高達）
阿魯卡斯騎士團戰士隊隊長。
隠密劍士閃電高達 （閃電高達）
阿魯卡斯騎士團士騎馬隊隊長，另有副隊長版本身穿白色鎧甲。
騎士M1迷惘 （M1迷惘高達）
阿魯卡斯騎士團士騎馬隊隊員，另有副隊長版本身穿白色鎧甲。
戰士長達加 （長達加）
阿魯卡斯騎士團士戰士隊隊員。
法術士捷武 （捷武）
阿魯卡斯騎士團士法術隊隊員，另有副隊長版本身穿白色魔法袍。

### 達巴王國
「聖機兵物語」及「機甲神傳說」的故事發生舞台，與普里帝斯王國為友好關係。
技術長官拜亞蘭特裝型 （拜亞蘭特裝型）

戰士古斯塔夫·卡爾（古斯塔夫·卡爾）

戰士安克夏 (安克夏)

闘士史塔克積根 (武裝強化積根)

騎士里歇爾 (里歇爾)／騎士里歇爾防衛者 (里歇爾防衛者裝備)

吟遊騎士赭紅 （赭紅神盾高达）
「聖機兵物語」中出場的吟遊騎士紅色戰士R之姪
黒風騎士拜亞蘭特裝型 （拜亞蘭特裝型2號機）
技術長官拜亞蘭特裝型之弟

#### 機兵
黄金機兵雷根捷阿爾杰農（百式）
吟遊騎士赭紅駕駛的機兵。
機兵維加斯夏EG
「聖機兵物語」中出場的白銀機兵維加斯夏之量產型。

### 紅之海賊團
船長拉克斯 (拉克絲·克萊因)
紅之海賊團的船長。
紅爺
海賊騎士十字高達（海盜高達X1全覆式披風）
可參考「新生圓桌騎士團」同一角色介紹。
操舵手阿斯蘭(阿斯蘭·薩拉)
永恆號之操舵手。
海賊船永恆號 (永恆號)
裝甲戰機流星 (流星)
裝設於永恆號身旁，在冥府之役中為皇騎士正義高達駕駛，與兄長皇騎士自由高達駕駛的皇機兵傳說瓦特拉斯TS合體為皇機兵傳說瓦特拉斯SS。
桑巴卡高達們
於奧羅歌諾島之役中戰敗的反聯合軍成員闘士瘟神高達、騎士獵殺高達、咒術士禁斷高達，現已投靠紅之海賊團。

### 冥府

#### 門衛
武者鬼魂 （武者高達）

騎士死神高達 （死神高達 (EW版)）
曾在「鎧鬥神戰記」中出場的騎士死神高達
冥光騎士Turn A高達／冥府神阿爾法哈迪斯 (∀高達)

#### 冥府軍
妖精女王迪安娜(迪安娜·索雷爾)
冥府之統治者
妖精羅倫(羅倫·塞克)
近衛隊長斯摩摩太洛斯 (斯摩 (哈利機))
騎士斯摩 (斯摩)
冥府軍之近衛騎士
高達王一世（试作型高達））
布禮特斯王國的初任國王，初代圓桌騎士團首領。
騎士亞瑟高達
布禮特斯王國初代圓桌騎士團成員，高達王一世之弟，因後侮當年與兄長不和，使初代圓桌騎士團分裂間接使普里帝斯王國滅亡，現與兄長加入冥府軍支援普里帝斯王國。
純白騎士新安州·斯坦因 (新安州·斯坦因)
真正的新安州，多年前被新安州·里龍飛殺害冒充自已身份，現為女王迪安娜之近衛騎士，為普里帝斯軍及冥府軍的調解人，在自護族再現時以冥府軍成員身份支援普里帝斯王國，並打敗當年殺害自已的新安州·里龍飛。
騎士藍色命運 (藍色命運1號機)
拉古羅亞王國的騎士，騎士伊芙利特的生前宿敵。
兵士弗萊特(兵士弗萊特)
冥府軍的士兵。

### 反聯合軍
黒騎士報喪女妖 （報喪女妖・命運女神）／黒騎士報喪女妖・命運女神 （報喪女妖・命運女神）

騎士重生高達 (重生高達)

漆黑暴君 (漆黑突擊高達)
是高達王三世敗給黑騎士報喪女妖後,透過X魂的闇之力進化而成
X魂／深淵邪龍Turn X (Turn X)

#### 赫里奧波里斯平原及奧羅歌諾島
青銅巨像剎帝利 (剎帝利)
原本為守護赫里奧波里斯平原的巨人，被黑騎士報喪女妖操控襲擊皇藍騎士高達。
在「騎士王物語」中結局交代高達王一世為紀念巨人而建造。
闘士瘟神高達(瘟神高達)

騎士獵殺高達(獵殺高達)
咒術士禁斷高達(禁斷高達)
三王合體高達迪亞波洛斯
闘士瘟神高達、騎士獵殺高達、咒術士禁斷高達合體怪物
兵士突擊達加(突擊達加)
海坊主瓦多姆(瓦多姆)
魚人桑羅(桑羅)
大王古連(古連)

#### 布禮特斯城
騎士老虎特裝型 (老虎特裝型)

報復者劍士捷高 (捷高)
曾經是阿魯卡斯王國騎馬隊隊長，因敗於閃電高達而憤然離開，為了報當年之仇而投靠反聯合軍。
偽銀騎士迪武 (迪武 (古魯謝機))&偽銀騎士基捷 (基捷 (古魯謝機))
怪物冰茲薩 (茲薩)
怪物巨蠍雷賽布斯 (雷賽布斯)

#### 洛德斯魔山
怪物城堡傑米努斯  (杰米努斯)
騎士伊芙利特 (伊芙利特改)
自護族的騎士，騎士蒼藍命運的生前宿敵
幽靈貝爾加·達拉斯（貝爾加·達拉斯）
「圓桌騎士編」中出場薩比羅尼亞帝國的獸騎士貝爾加·達拉斯
怪物瑙曼象裘亞克（裘亞克）
史達・德亞世界滅絶的怪物猛獁象裘亞克之亞種
怪物班迪特(班迪特)
怪物箱怪穆托(穆托)
怪物骸骨兹达(兹达)

#### 機兵
革命機兵傑爾迪拉  (傑爾菲尼特)
騎士重生高達專用機兵
暴君機兵 暴君瓦特拉斯
漆黑暴君專用機兵，由高達王三世皇專用機兵皇機兵國王巴特拉斯改 透過X魂的闇之力進化而成的型態
機船澤葛克  (澤葛克)
機兵捷・莫比爾  (捷武)
機兵迪武武器試驗(捷高鐳射武器試驗型)
機兵烏・度渣(渣烏度)

### 自護族
曾在「捷古自護篇」中出現意圖侵略史達・德亞世界的反派勢力，在「捷古自護篇」及「機甲神傳說」中被打敗後並封印冥府中，其部分成員非自護族成員，但對聯合族產生強烈怨恨。
炎獄皇帝捷古自護・伊格尼斯 （新自護號）
曾在「捷古自護篇」及「機甲神傳說」中出現打敗後並封印冥府中的自護族皇帝捷古自護。
新安州·里龍飛(龍飛改良型)
深紅騎士新安州的真面目，為「捷古自護篇」中出場的自護族「自護三魔團」之一騎士龍飛復活的形態，多年前殺害真正的新安州繼而冒充其身份，教唆重生高達成立反聯合軍，意圖打開冥府之門使捷古自護及同族成員重現於史達・德亞世界。
幽靈德拉森（德拉森（帶袖的規格））
曾在「捷古自護篇」中出場的自護族「自護三魔團」之一闘士德拉森復活的形態。
幽靈美杜莎卡碧妮（卡碧妮MK-II(菠蕾二世機)）
曾在「捷古自護篇」中出場的自護族「自護三魔團」之一怪物美杜莎卡碧妮復活的形態。
魔人闘士S卡爾斯(疾風·卡爾斯）
曾在「聖龍物語」中出場的地獄亞古捷斯團隱密戰士卡爾斯J復活的形態。
魔人騎士羅森·祖魯(羅森·祖魯）
曾在「捷古自護篇」中出場的自護族騎士哈曼哈曼復活的形態。
十字影子 (海盜高達X2改+貝爾格·基洛斯）
曾在「圓桌騎士編」中出場薩比羅尼亞帝國的衛騎士薩比・基羅斯，以自護族秘術而復活，曾一度打敗並奪去海賊騎士十字高達之力量，其後被銀騎士高達F97所打敗。
幽靈鐵奧丹迪（鐵奧）
曾在「捷古自護篇」中出場的自護族怪物鐵奧丹迪復活的形態，一直蟄伏於騎士重生高達之鎧甲中，在冥府之中被打開後吞噬囚禁於布禮特斯王城地牢的騎士重生高達。
幽靈乍德龍（乍德·德卡（帶袖的規格））
曾在「捷古自護篇」中出場的自護族怪物乍德龍復活的形態。
幽靈戰士居勒・祖魯 (居勒・祖魯）
曾在「捷古自護篇」中出場的自護族怪物哥布林渣古復活的形態。
幽靈戰士兹达(兹达)
怪物骸骨兹达復活的形態。
凶機兵蝕日・普羅維登(天意高達)
將機兵蝕日・普羅維登的真正形態，機身以紅色為主，是新安洲・里龍飛遙距操控以襲擊高達王四世之登位儀式。

### 元素龍
火進階龍哈慎斯利II(高達TR-6［哈慎斯利II］)

地進階龍巨神(高達TR-6［伍德渥特・拉赫］巨神形态)

水進階基哈爾II(高達TR-6［基哈爾II］)

光進階龍銀雷(高達TR-6［銀雷］)
闇進階龍精神感應銀雷(高達TR-6［銀雷精神感應型］)
異態龍皇

### 札多國
史達・德亞的新興國家，主張弱肉強食、全無法度可言。

#### 主要人物
緋邪龍
戴蘭達王(基巴杜·戴蘭達)
札多國的國王
大魔導傳說高達(傳說高達)
邪龍騎士命運(命運高達)
闇司祭深淵高達／惡夢深淵高達 (命運高達)
魔導騎士混沌高達／惡夢混沌高達 (混沌高達)
騎士露娜瑪利亞 (露娜瑪利亞·賀古)
札多國的騎士。
近衛騎士團長偉達 (偉達 (尼奧機))
大魔導傳說高達的親衛隊隊長。
近衛騎士巴比 (巴比)
大魔導傳說高達的親衛隊。

#### 其他角色
闘士渣古戰士 (渣古戰士)
札多國的闘士。
騎士渣古幻影 (渣古幻影 (尼爾機))
札多國的騎士。
闘士渣古閃擊 (渣古幻影 (伊撒古機))
札多國的闘士。因不滿大魔導的專權而荒廢國家，憤然加入聯合軍反抗大魔導。
劍士渣古狙擊型  (渣古I狙擊型)
札多國的劍士。
魔術士卡爾斯K(卡爾斯K）
札多國的魔術士。
怪物埃修獸 （埃修）
怪物祖魯泰坦 （克拉克·祖魯）
怪物格蘭撒姆姆撒沙 （撒姆沙）
怪物麥克基魯士基 （基魯士基）

#### 機械及魔像
移動要塞智慧女神(智慧女神)
破滅魔像(破滅高達)
殺手魔像(重高達)
以「捷古自護篇」中出場的巨人重高達魔像為基礎，並添加了「聖機兵物語」中出場守護聖機兵雷利歷斯的機械兵士Gunkiller之凶暴性
原型魔像軍團(試作型重高達及量產型重高達)
札多國的的量產型魔像

## 相關作品
- SD GUNDAM外傳 圓桌騎士編:本作前傳作品，主要講述皇騎士高達復國及成立圓卓騎士團的故事。
- 新約SD GUNDAM外傳 騎士王物語:本作前傳作品，主要講述高達王一世在未登位時的冒險、初代圓卓騎士團成立的故事。